# Sonata para piano n.º 16 (Mozart)

Sonata para piano (no. 16) em Dó maior, K545 de Wolfgang Amadeus Mozart, primeiro movimento, compasso 1-4.

A Sonata No. 16 para piano em dó maior, K. 545, de Wolfgang Amadeus Mozart, foi descrita pelo próprio Mozart, em seu catálogo temático, como "para iniciantes". A composição musical também é muito conhecida pelo seu apelido Sonata facile ou Sonata semplice.
Mozart adicionou a composição em seu catálogo no dia 26 de junho de 1788, mesma data de sua Sinfonia No. 39. Não se possui conhecimento das circunstâncias exatas da composição. Embora a peça seja bem conhecida atualmente, ela não foi publicada durante a vida de Mozart, sendo que apareceu pela primeira vez em versão impressa no ano de 1805. Uma execução típica leva aproximadamente 14 minutos.

## A música
A composição possui três movimentos:
1. Allegro
2. Andante
3. Rondo

### 1.Allegro
O primeiro movimento é composto em forma de sonata, sendo que sua tônica é dó maior. O familiarizado tema de abertura é acompanhado por um Baixo Alberti, tocado com a mão esquerda.
Uma ponte de passagem composta de escalas musicais segue, terminando em sol (o tom no qual o segundo movimento é executado). A codetta continua para concluir a exposição, e então, a exposição é novamente tocada. O desenvolvimento começa em sol menor e percorre várias escalas. A recapitulação começa, inesperadamente, na clave subdominante de fá menor.
De acordo com Charles Rosen, o ato de começar uma recapitulação na clave subdominante foi "rara na época que a sonata foi composta", apesar da prática ter sido depois adotada por Franz Schubert.

### 2.Andante
O segundo movimento é executado em sol (como citado anteriormente), sendo que a nota dominante é dó. A música, no meio do movimento, permeia para o tom paralelo menor sol menor e para sua relativa, si bemol maior. O movimento, então, retorna à tônica, e, depois do tema principal ser ouvido novamente, termina.

### 3.Rondo
O terceiro movimento é em forma de rondó e sua tônica é dó. O primeiro tema é animado e muda o humor da peça. O segundo tema é em sol maior e contém um Baixo Alberti na mão esquerda. O primeiro tema aparece novamente e é seguido por um terceiro tema. Este, por sua vez, é em tom menor, e vagueia por várias diferentes escalas antes de retornar à tônica (dó maior). O primeiro tema aparece novamente seguido de uma coda e, finalmente, termina em dó maior.